# Малиновка (Вишовский сельсовет)
Малиновка — деревня в составе Вишовского сельсовета Белыничского района Могилёвской области Белоруссии.
Ранее входила в состав Головчинского сельсовета.

## Географическое положение
Ближайшие населённые пункты: Согласие, Степановка, Север, Новосёлки, Карповка.